# Rusia Justă - Pentru Adevăr
Rusia Justă - Pentru Adevăr (SRZP, în rusă Справедливая Россия — За правду; СРЗП) este un partid social-democrat din Rusia. Partidul face parte din așa numita opoziție pro-sistem, fiind considerat pro-Putin.
Partidul a fost fondat în 2006, în urma fuzionării a unor grupuri de stânga din Rodina cu Partidul Vieții din Rusia și cu Partidul Pensionarilor din Rusia. Luni mai târziu, alte 6 partide de stânga au fost absorbite de Rusia Justă. 
Rusia Justă se prezintă ca un partid social-democrat, susținător al transformării Rusiei într-un stat social. Cu toate acestea, spre deosebire de partidele social-democrate occidentale și similar cu cele din estul Europei, acesta este mai conservator pe teme sociale, cum ae fi homosexualitatea.
În 2011, Nikolai Levicev a fost ales președinte al partidului, succedându-i în această funcție lui Serghei Mironov. În octombrie 2013, Mironov a ajuns din nou președinte al partidului, funcție pe care o deține și în prezent. În ianuarie 2021, Rusia Justă a fuzionat cu partidele Pentru Adevăr și Patrioții Rusiei.
Pe plan internațional, Rusia Justă colaborează cu Forumul de la São Paulo, alianță de stânga din America de Sud. Mai colaborează și cu Partidul Socialiștilor din Republica Moldova. Rusia Justă a fost membru cu drepturi pline al Internaționalei Socialiste, dar a fost exclus în 2022, din cauza susținerii invaziei rusești a Ucrainei.
Actorul Steven Seagal este membru al partidului Rusia Justă.